# تشارلي ريان
تشارلي ريان (بالإنجليزية: Charlie Ryan)‏ هو مغن مؤلف أمريكي، ولد في 19 ديسمبر 1915، وتوفي في 16 فبراير 2008.

## وصلات خارجية
- تشارلي ريان على موقع ميوزك برينز (الإنجليزية)
- تشارلي ريان على موقع ديسكوغز (الإنجليزية)